# Didier Six
Didier Six (Rijsel, 21 augustus 1954) is een Franse ex-voetballer. Hij speelde 52 keer voor het Franse elftal, waarvoor hij dertien keer scoorde. Hij speelde op de WK's van 1978 en 1982 en maakte deel uit van het elftal dat het Europees kampioenschap 1984 won. In 1988 werd hij landskampioen en winnaar van de Turkse Super Cup in Turkije met Galatasaray SK.

## Erelijst
Valenciennes
- Ligue 2

1972
 Galatasaray SK
- Süper Lig

1988
- Turkse Super Cup

1988
 Frankrijk
- Europees kampioen

1984